# Caryville (Florida)
Caryville és un poble dels Estats Units a l'estat de Florida. Segons el cens del 2000 tenia 218 habitants.

## Demografia
Segons el cens del 2000, Caryville tenia 218 habitants, 86 habitatges, i 57 famílies. La densitat de població era de 27,9 habitants per km².
Dels 86 habitatges en un 36% hi vivien nens de menys de 18 anys, en un 48,8% hi vivien parelles casades, en un 15,1% dones solteres, i en un 32,6% no eren unitats familiars. En el 26,7% dels habitatges hi vivien persones soles el 12,8% de les quals corresponia a persones de 65 anys o més que vivien soles. El nombre mitjà de persones vivint en cada habitatge era de 2,53 i el nombre mitjà de persones que vivien en cada família era de 3,16.
Per edats la població es repartia de la següent manera: un 32,1% tenia menys de 18 anys, un 6,4% entre 18 i 24, un 28,9% entre 25 i 44, un 19,3% de 45 a 60 i un 13,3% 65 anys o més.
L'edat mediana era de 32 anys. Per cada 100 dones de 18 o més anys hi havia 97,3 homes.
La renda mediana per habitatge era de 22.500 $ i la renda mediana per família de 28.750 $. Els homes tenien una renda mediana de 25.000 $ mentre que les dones 15.625 $. La renda per capita de la població era d'11.385 $. Entorn del 16,7% de les famílies i el 37,3% de la població estaven per davall del llindar de pobresa.

## Poblacions més properes
El següent diagrama mostra les poblacions més properes.